# Walter Grezzani
Walter Grezzani (Verona, 14 ottobre 1952) è un ex calciatore italiano, di ruolo terzino o stopper.

## Carriera
Cresce nel Verona, società con cui si è aggiudicato il "Torneo riserve" nella stagione 1972-1973, durante la quale si allenava con la prima squadra, che partecipava al campionato di Serie A.
In seguito ha disputato cinque campionati di Serie B con le maglie di Rimini e Lecce, per complessive 141 presenze e 2 reti fra i cadetti.